# Het verhaal van Nederland
Het verhaal van Nederland is een tiendelige historische docudramaserie, geproduceerd en uitgezonden door de NTR van 2 februari 2022 tot en met 13 april 2022. Acteur Daan Schuurmans heeft de rol van verteller en presentator. De serie is gebaseerd op de Deense docudrama Historien om Danmark (2017) geproduceerd door Danmarks Radio, met acteur Lars Mikkelsen als verteller. In 2023 werd door de VRT de Vlaamse versie Het verhaal van Vlaanderen uitgezonden, met acteur Tom Waes als verteller. Deze serie wordt vanaf 26 maart 2023 ook in Nederland uitgezonden op NPO 1. In 2024 volgde een nieuwe 8-delige serie Het verhaal van Nederland - Oranje Nassau en in 2025 een vierdelige serie Het verhaal van Nederland - Amsterdam.
Scenarioschrijver Maarten van der Duin schreef de scripts voor alle afleveringen. Journaliste Florence Tonk is de auteur van het boek bij de serie.

## Achtergrond
In de serie worden tien periodes uit de Nederlandse geschiedenis belicht en worden diverse gebeurtenissen tot leven gebracht doordat ze worden nagespeeld door acteurs. In zijn rol als verteller is Schuurmans ter plaatse en alleen hij doorbreekt de vierde wand, waarbij hij de kijker duiding verschaft. Als presentator loopt hij op historisch belangrijke plaatsen in het hier en nu om extra uitleg te verschaffen. De gedramatiseerde scenes worden afgewisseld met commentaren gegeven door historici en andere deskundigen. Veel van de acteurs behoren tot re-enactmentgezelschappen, wier specialiteit het is om historische gebeurtenissen uit te beelden of om een zo getrouw mogelijke weergave te verschaffen van mensen uit een bepaald tijdperk. De NRC schreef daarover lovend: "Blijft een heerlijke serie. Ik geniet ook nu van die gekke toneelstukjes, die juist bedoeld zijn om ondramatisch te zijn: zwijgende mannen met krullenpruiken lummelen wat rond in paleizen, op de hei, in koetsen. Een soort tableaux vivants ter illustratie van het verhaal dat presentator Daan Schuurmans vertelt."

## Afleveringen
| Afl. | Titel                       | Tijdvak               | Uitzenddatum     | Kijkcijfers |
| ---- | --------------------------- | --------------------- | ---------------- | ----------- |
| 1.   | Jagers en boeren            | 15.000 - 2.000 v.Chr. | 2 februari 2022  | 1.667.000   |
| 2.   | Romeinen en Bataven         | 50 v.Chr - 500        | 9 februari 2022  | 2.021.000   |
| 3.   | Friezen en Franken          | 500 - 1000            | 16 februari 2022 | 1.777.000   |
| 4.   | Ridders en graven           | 1000 - 1300           | 23 februari 2022 | 1.471.000   |
| 5.   | Pestlijders en predikanten  | 1350 - 1550           | 2 maart 2022     | 1.736.000   |
| 6.   | Geuzen en papen             | 1550 - 1648           | 9 maart 2022     | 1.583.000   |
| 7.   | Kapers en kooplui           | 1600 - 1750           | 23 maart 2022    | 1.533.000   |
| 8.   | Patriotten en Prinsgezinden | 1750 - 1850           | 30 maart 2022    | 1.460.000   |
| 9.   | Pioniers en paupers         | 1890 - 1900           | 6 april 2022     | 1.666.000   |
| 10.  | Bevrijders en bezetters     | 1930 - 1950           | 13 april 2022    | 1.691.000   |

Het eerste seizoen werd herhaald op de late avond van de werkdagen 7 tot en met 11, en 14 tot en met 18 augustus 2023.
| Afl. | Titel                      | Uitzenddatum     | Kijkcijfers |
| ---- | -------------------------- | ---------------- | ----------- |
| 1.   | Twee geloven op een kussen | 31 januari 2024  | 2.117.000   |
| 2.   | Uit het oog uit het hart   | 7 februari 2024  | 1.741.000   |
| 3.   | Een dans om de troon       | 14 februari 2024 | 1.562.000   |
| 4.   | Van goede naam en faam     | 21 februari 2024 | 1.453.000   |
| 5.   | Een koning te rijk         | 28 februari 2024 | 1.405.000   |
| 6.   | Koning Gorilla             | 6 maart 2024     | 1.457.000   |
| 7.   | De monarchie in nood       | 13 maart 2024    | 1.461.000   |
| 8.   | In naam van Oranje         | 20 maart 2024    | 1.431.000   |

| Afl. | Titel                     | Tijdvak     | Uitzenddatum     | Kijkcijfers |
| ---- | ------------------------- | ----------- | ---------------- | ----------- |
| 1.   | Onbegrensde mogelijkheden | 1100 - 1450 | 5 februari 2025  | 1.691.000   |
| 2.   | Jong en vol dromen        | 1580 - 1660 | 12 februari 2025 | 1.702.000   |
| 3.   | Wie betaalt, bepaalt      | 1800 - 1890 | 19 februari 2025 | 1.415.000   |
| 4.   | Een eigenwijze stad       | 1945 - 2001 | 26 februari 2025 | 1.433.000   |

## Kritiek
De tv-serie Het verhaal van Nederland ontving kritiek vanwege het selectief benadrukken van bepaalde aspecten van de Nederlandse geschiedenis en het weglaten of onderbelichten van andere belangrijke gebeurtenissen en ontwikkelingen. Sommige critici stellen dat de serie een te rooskleurig beeld van de Nederlandse geschiedenis schetste en te weinig aandacht besteedde aan de negatieve aspecten. Een aantal kritiekpunten:
- Bronstijd en ijzertijd werden genegeerd.[17]
- Belangrijke onderwerpen, zoals Dorestad, werden heel kort genoemd.[18]
- Sommige onderwerpen werden niet goed uitgelegd door versimpeling van het ingewikkelde verhaal, zoals de vooroordelen over de Romeinen.[18][19][20]
- Te veel drama.[18][21]
- Meningen of theorieën werden als waarheid gepresenteerd.[18][22]
- Onvoldoende vertegenwoordiging van historische vrouwen.[23]
- Aflevering 10 “Bevrijders en bezetters” schetste een fragmentarisch en minimalistisch beeld van het verzet: het verzet tijdens de Tweede Wereldoorlog in Nederland bestond vrijwel niet, het Nederlandse volk was laf, werkte op grote schaal actief met de Duitse bezetter mee en deed niets tegen deportaties. Presentator Daan Schuurmans stelde in deze aflevering onder meer dat de Duitsers het verzet hardhandig de kop indrukten waarna het verzet weer uitdoofde en slechts een enkeling in actie durfde te komen. Vier belangenorganisaties van het voormalig verzet uit de Tweede Wereldoorlog eisten een “disclaimer” bij deze aflevering, maar volgens de makers zou dit geen recht doen aan de zorgvuldigheid. Wel heeft de NTR op haar website van de serie een verwijzing gemaakt naar eerder gemaakte NTR-uitzendingen en achtergrondverhalen over het verzet in de Tweede Wereldoorlog. Tijdens de herhaling van de tiende aflevering verscheen een verwijzing naar een website die op dit onderwerp ingaat. Daarnaast zijn in de speciale schooltv-versie van deze aflevering en de bijbehorende lesbrief een aantal kleine aanpassingen gedaan.[24][25][26][27][28]